# Сент-Пол (Арканзас)
Сент-Пол (англ. St. Paul) — город, расположенный в округе Мадисон (штат Арканзас, США) с населением в 163 человека по статистическим данным переписи 2000 года.

## География
По данным Бюро переписи населения США Сент-Пол имеет общую площадь в 0,78 квадратных километров, водных ресурсов в черте населённого пункта не имеется.
Город Сент-Пол расположен на высоте 462 метра над уровнем моря.

## Демография
По данным переписи населения 2000 года в Сент-Поле проживало 163 человека, 44 семьи, насчитывалось 70 домашних хозяйств и 79 жилых домов. Средняя плотность населения составляла около 232,9 человека на один квадратный километр. Расовый состав Сент-Пола по данным переписи был исключительно белым. Испаноговорящие составили 4,29 % от всех жителей города.
Из 70 домашних хозяйств в 25,7 % — воспитывали детей в возрасте до 18 лет, 50,0 % представляли собой совместно проживающие супружеские пары, в 10,0 % семей женщины проживали без мужей, 37,1 % не имели семей. 28,6 % от общего числа семей на момент переписи жили самостоятельно, при этом 18,6 % составили одинокие пожилые люди в возрасте 65 лет и старше. Средний размер домашнего хозяйства составил 2,33 человек, а средний размер семьи — 2,95 человек.
Население города по возрастному диапазону по данным переписи 2000 года распределилось следующим образом: 22,1 % — жители младше 18 лет, 7,4 % — между 18 и 24 годами, 27,0 % — от 25 до 44 лет, 26,4 % — от 45 до 64 лет и 17,2 % — в возрасте 65 лет и старше. Средний возраст жителей составил 40 лет. На каждые 100 женщин в Сент-Поле приходилось 94,0 мужчин, при этом на каждые сто женщин 18 лет и старше приходилось 104,8 мужчин также старше 18 лет.
Средний доход на одно домашнее хозяйство в городе составил 25 625 долларов США, а средний доход на одну семью — 26 250 долларов. При этом мужчины имели средний доход в 18 958 долларов США в год против 15 500 долларов среднегодового дохода у женщин. Доход на душу населения в городе составил 11 865 долларов в год. 12,5 % от всего числа семей в населённом пункте и 16,9 % от всей численности населения находилось на момент переписи населения за чертой бедности, при этом 32,4 % из них были моложе 18 лет и 12,5 % — в возрасте 65 лет и старше.